# Avington (Hampshire)
Avington – wieś w Anglii, w hrabstwie Hampshire, w dystrykcie Winchester, w civil parish Itchen Valley, położona nad rzeką Itchen, na skraju parku narodowego South Downs. Leży 10 km na wschód od miasta Winchester i 91 km na południowy zachód od Londynu.